# Jan Alexander
Jan Alexander (* 1993 in Sankt Augustin) ist ein deutscher Jazzmusiker (Piano, Komposition).

## Leben und Wirken
Alexander startete im Alter von sieben Jahren mit dem Klavierspiel. Als Jugendlicher begann er sich für Jazz und improvisierte Musik zu interessieren. Nach dem Abitur am Rhein-Sieg-Gymnasium studierte er Jazzpiano am Conservatorium van Amsterdam, der Folkwang Universität in Essen und der Königlichen Musikhochschule in Stockholm, wo er 2021 mit einem Master absolvierte.
2019 veröffentlichte Alexander mit seinem Trio, zu dem Calvin Lennig (Bass) und Michael Knippschild (Schlagzeug) gehörten, das Album Of Memories to Come. 2023 erschien bei Berthold Records sein Sextett-Album Storm before the Calm.
Weiterhin hat Alexander an verschiedenen Projekten mitgewirkt, z. B. bei Duy Luongs Band Zouy, die 2018 beim Jazzfestival Viersen auftrat, und Renáta Hervolys RØNEE. Im Bereich der elektronischen Musik legte er als j. xndr die EP It Wasn’t Meant to Be (2020) vor. Zudem hat er mit der isländischen Sängerin Stína Ágústsdóttir 2022 eine EP namens TGRSS veröffentlicht.

## Diskographische Hinweise
- Storms Before the Calm (Berthold Records 2023, mit Anna Serierse, Sebastian Mattebo, Teis Semey, Duy Luong, Karl Friedrich Degenhardt)